# Lycenchelys hippopotamus
Lycenchelys hippopotamus är en fiskart som beskrevs av Schmidt, 1950. Lycenchelys hippopotamus ingår i släktet Lycenchelys och familjen tånglakefiskar. IUCN kategoriserar arten globalt som livskraftig. Inga underarter finns listade i Catalogue of Life.